# Kochadaiyaan
Kochadaiyaan (கோச்சடையான்) è un film d'animazione indiano prodotto del 2014, diretto da Soundarya R. Ashwin.

## Colonna sonora
1. S. P. Balasubrahmanyam – Engae Pogudho Vaanam – 4:53
2. S. P. Balasubrahmanyam, Sadhana Sargam – Medhuvaagathaan – 5:09
3. Rajinikanth, Haricharan – Maattram Ondrudhaan Maaraadhadhu – 5:56
4. Latha Rajinikanth – Manappenin Sathiyam – 3:58
5. Srinivas, Chinmayi – Idhayam – 4:34
6. Kochadaiiyaan Ensemble – Engal Kochadaiiyaan – 4:06
7. Haricharan – Manamaganin Sathiyam – 4:06
8. London Sessions Orchestra – Rana's Dream – 4:01
9. A. R. Rahman, A. R. Reihana – Karma Veeran – 6:46